# 魯達-克拉斯納
50°47′28″N 25°59′15″E / 50.79111°N 25.98750°E
魯達-克拉斯納（烏克蘭語：Руда-Красна），是烏克蘭西北部里夫内州里夫内区克萊萬市鎮的村落。始建於1647年，面積0.56平方公里，海拔高度178米，2001年人口414，人口密度每平方公里739.3人。